# Tonino Forteleoni
Tonino Forteleoni, pseudonimo di Antonio Forteleoni (Luras, 26 dicembre 1915 – Luras, 22 novembre 1996), è stato uno scultore italiano, specializzato nelle tecniche di lavorazione del sughero.

## Biografia
Tonino Forteleoni nacque a Luras, terzo di sette figli, da una famiglia di imprenditori del sughero. Alla morte del padre (1944) proseguì con il fratello maggiore nella conduzione dell'azienda familiare, prima di dedicarsi esclusivamente alla scultura. Ha iniziato a mettere a punto le tecniche di mosaico e rivestimento con sughero, a partire dal dopoguerra. Il 2 giugno 1956 gli fu conferita l'onorificenza di Cavaliere al Merito della Repubblica. Dal 1959, per sette anni, ha insegnato nel laboratorio artistico-artigianale della sezione sugheriera dell'Istituto per l'Industria e l'Artigianato di Calangianus. Dal 22 aprile 1961 al 22 novembre 1964 ha ricoperto la carica di Sindaco di Luras. Ha collaborato con l'I.S.O.L.A. (Istituto Sardo Organizzazione Lavoro Artigianale) partecipando a varie mostre e biennali, e ricevendo riconoscimenti per le innovazioni apportate alla lavorazione del sughero.

## La tecnica
L'innovazione di Tonino Forteleoni, nella tecnica del bassorilievo in sughero, è stata quella di applicare all'opera un mosaico di piccoli frammenti (striscia o tassello) in scorza, prelevati direttamente dai rametti più alti e sottili della quercia. Le attrezzature impiegate erano solamente una piccola lama affilatissima, una raspa e della carta vetrata; l'applicazione dei tasselli avveniva con l'ausilio di colla e martello. Il desiderio di sperimentazione lo portò a continue variazioni di stile, in una costante ed esasperata ricerca del particolare, affidato alle mutazioni infinitesimali dei gradi di colore. La dovizia di particolari è presente in ogni sua composizione, così come la difficoltà oggettiva nella realizzazione delle opere.
Forteleoni ha lasciato anche mobili scolpiti (cassapanche, letti, armadi, tavoli, etc.), nei quali è sempre presente un'armatura in legno, spesso multistrato, in quanto il sughero è soggetto a deformazioni, essendo più flessibile, anche se più duraturo del legno.

## La casa museo
Dopo la morte dell'artista, il nipote Silverio Forteleoni ha provveduto ad allestire, in Luras, una collezione permanente delle opere dello scomparso parente, trasformandone l'abitazione in casa-museo.